# Xã Tara, Quận Traverse, Minnesota
Xã Tara (tiếng Anh: Tara Township) là một xã thuộc quận Traverse, tiểu bang Minnesota, Hoa Kỳ. Năm 2010, dân số của xã này là 92 người.